# Вільна Терешківка
Вільна Тере́шківка — село в Україні, у Кременчуцькому районі Полтавської області. Входить до складу Піщанської сільської громади. Населення становить 1648 осіб. До 2020 року орган місцевого самоврядування — Новознам'янська сільська рада.
Площа села — 5 га. Село налічує 682 двори. Села розташовані у лісостеповій фізико-географічній зоні. День села почали відзначати з 27 вересня 1943 року коли село звільнили від німців.

## Історія
Початкова назва населеного пункту Вільна Терешківка невідома, а назва Терешківка, по розповідях — переказах походить від перших поміщиків Терентьєвих, які були російськими поміщиками (ймовірно походили від кременчуцького сотенного хорунжого 1760-х років, який перейшов на службу у пікінери і отримав російський офіцерський чин). Отже, як окреме поселення окреслилося доволі пізно — у 2-й половині 18 ст. Останній зі згаданого поміщицького роду Терентієвих був Терентьєв Олександр Михайлович. Дід Терентьєва був Павло, якого селяни називали ще Павликом — ця назва залишилась до останнього поміщика. Останній поміщик Терентьєв О. М. мав в Терешківці 105 десятин землі, з них 30 десятин в межах своєї садиби і 75 десятин в степу. Крім цього поміщик мав землі за Дніпром, де йому належали окремі острови. Але кількість всієї землі невідома. Поміщик Терентьєв О. М. в основному жив у Кременчуці, де мав власний 2 поверховий будинок. Він був мировим суддею, господарством у селі управляли його старша сестра і управляючий економією. У поміщика була одна сестра, два брати, дві дочки і син. Від поміщиків Терентьєвих пішла назва Терентьєва, але на українській ця назва перетерпіла ряд перефразувань і остаточно дістала назву Терешківка. Назва Вільна Терешківка дісталась населеному пункту в 1920 році за Постановою Кременчуцького губкому партії. Основним заняттям в минулому було землеробство. Крім землеробства важливим заняттям населення було чумакування. Селяни — козаки по весні, на возах відправлялися в Одесу, Крим, Таврії, по поміщицьких економія. На південь вони везли товари з Кременчука, звідти везли сіль, сіно, вино, рибу. Чумакували ті, у кого було від двох і більше пар волів, частину волів залишали для обробітку землі, а останні відправляли на південь. Крім того селяни на волах перевозили різноманітні вантажі, товари з поміщицьких економій в місто Кременчук. Селяни, у яких не було волів, ішли в місто Кременчук в найм до торговців, купців, інших багатіїв міста, на різні роботи. В Кременчуці багато міщан мали коней, на яких працювали селяни по перевозці різних товарів, так як довгий час в самому Кременчуці не було залізниці. В селі селяни займалися виготовленням саморобного полотна, ткали грубі сукна, окремі умільці вишивали. В селі Терешківка біля річки Кагамлик наприкінці минулого століття був цегельний завод єврея Обрума, цеглу випалювали соломою, відправляли на будівництво будинківу місто Кременчук. На цьому заводі працювали селяни по найму. Крім цього в селі було декілька кузень, близько двадцяти вітряних млинів, власниками яких були більш заможні селяни. В селі Нова Знам'янка була вовночесальня власника Гложитейна Аврама, хлібні засипки — Троїцька, Щербака, бакалійні лавки — Барабаша, майстерня — с/г ремонту Тимченка, паровий млин — Корнієнка Павла. Козаки несли повинності перед державою: платили державі за десятину землі 80 коп. пізніше 1 крб. 20 коп. несли також громадські повинності: обирався староста, сторж. десятник (на рік), соцький (на три роки), писар (але за платню 250 крб. на рік), нічний сторож наймався (плата 10 коп. з двору).
Документальних відомостей про кількість землі селян немає, але відомо, що окремі заможні селяни мали по 50, 30, 20, 15 десятин землі, а інші від 10 до 8 десятин. Середняки в селі мали від 5 до 8 десятин, бідні селяни мали від 4 до 1 десятини. Бідні не мали ні худоби, ні с/г реманенту, їх землі погано оброблялись, а тому більшість з них ішли працювати до заможних селян.
У селах не було історичних подій пов'язаних з нападами іноземних загарбників, які залишилися би в пам'яті, або передавалися би з покоління в покоління. Архівних чи археологічних пам'яток також в селах ніяких не залишилось.
В обох селах не було повстань проти царату, панів та інших гнобителів. Також немає ніяких даних про участь жителів в повстаннях. В селах не діяли марксистські організації. Страйкового руху промислових і с/г робітників не було, у дореволюційній час, лише були окремі випадки участі селян у програмах, пов'язаних з революцією в 1905—1907 років.

## Географія

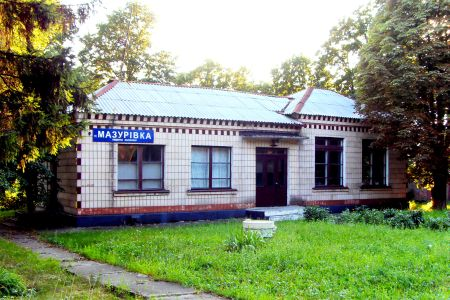
Залізнична станція Мазурівка

Село знаходиться на лівому березі річки Сухий Кагамлик, вище за течією на відстані 2 км розташоване село Миловидівка, на протилежному березі та нижче за течією примикає село Нова Знам'янка. Річка в цьому місці звивиста, утворює лимани, стариці та заболочені озера. Поруч проходить залізниця, станція Мазурівка на відстані 1 км.

## Економіка
- ПП «Світанок».
- ТОВ «Перлина».
- ПП «Агротех».

## Об'єкти соціальної сфери
- Школа.
- Будинок культури.

## Екологія
- На відстані 2 км від села розташований «Кременчуцький нафтопереробний завод» та Кременчуцька ТЕЦ.

## Відомі люди

### Народились
- Бортник Олександр Миколайович (військовик) — учасник Афганської війни 1979—1989 років, сотник Євромайдану, директор Департаменту транспортної інфраструктури КМДА.

Волочай Іван Михайлович,(13.02.1921-30.08.2009)активний учасник великої вітчизняної війни,громадський діяч,педагог,письменник,директор школи

## Галерея

Вільна Терешківка влітку 2011 року
Вільна Терешківка влітку 2011 року